# Âge des Sturlungar
Pour un article plus général, voir État libre islandais.
L’âge des Sturlungar (en islandais : Sturlungaöld) est une période de luttes internes en Islande, qui dura entre 42 et 44 ans pendant le XIIIe siècle, débutant vers 1220 et aboutissant en 1262-1264 à la signature du Vieux Pacte qui met fin à l'État libre islandais et rattache l'Islande au royaume de Norvège.
Il s'agit de la période la plus sanglante et la plus violente de l'histoire de l'Islande, marquée par les conflits de puissants chefs de clan, les goðar. Cet épisode de l'histoire de l'Islande est raconté dans la saga des Sturlungar. Il tire son nom des Sturlungar, qui étaient la famille islandaise la plus puissante à l'époque.
En général, les historiens placent le début de l'âge des Sturlungar en 1220, même si certains privilégient une date antérieure en raison de la Bataille de Víðines. Le pouvoir dans le pays était concentré entre les mains de quelques clans familiaux. Ils étaient les suivants :
- les Haukdælir, de Árnesþing ;
- les Oddaverjar, de Rangárþing ;
- les Ásbirningar, de Skagafjörður ;
- les Vatnsfirðingar de Ísafjörður ;
- les Svínfellingar de Austurland ;
- les Sturlungar, de Hvammur à Dalir.

À cette époque, Hakon le Vieux, roi de Norvège, essaie d'étendre son influence en Islande. Beaucoup de chefs islandais sont devenus vassaux du roi et ont été obligés de suivre ses ordres. En échange, ils reçurent des cadeaux et un statut inspirant le respect. Par conséquent, les plus grands chefs islandais se sont rapidement affiliés au roi de Norvège, d'une manière ou d'une autre.

## Contexte
Pour bien comprendre la politique du XIIIe siècle en Islande, il faut tenir compte de la spécificité de l'organisation politique de l'État libre islandais. Le pouvoir était le plus souvent entre les mains des goðar, qui étaient des chefs locaux. L'Islande a été divisée en Farthings. Au sein de chaque Farthing, il y avait neuf dominions ("Goðorð"), chacun appartenant à un goði. Le Farthing du nord en avait trois de plus en raison de sa taille. En tout, ils étaient 39.
Le goði protégeait les paysans dans leur territoire, et exigeait une indemnisation ou un acte de vengeance, si leurs droits étaient violés. En échange, les agriculteurs s'engageaient à soutenir le goði, à la fois par un vote en sa faveur lors des sessions de Althing ou en prenant les armes contre ses ennemis.
Les pouvoirs du Goði n'étaient toutefois ni permanents ni héréditaires. Ce statut est né d'une association de respect, d'honneur, d'influence et de richesses. Les chefs devaient constamment faire preuve de leurs qualités en tant que dirigeants, soit en donnant des cadeaux à leurs adeptes ou en tenant de grandes fêtes.
Les plus grands chefs commencèrent à accumuler une grande richesse pendant les XIIe et XIIIe siècles, ce qui est une des causes de la guerre civile.

## Chronologie

### Le début: le retour de Snorri
L'âge des Sturlungar a commencé en 1220, lorsque Snorri Sturluson, chef du clan des Sturlungar et un des grands écrivains des sagas, est devenu un vassal du Roi de Norvège Hakon. Le roi insistait sur le fait que Snorri devait l'aider à placer l'Islande sous la souveraineté de la Norvège. Snorri retourna en Islande et même s'il devint le plus puissant chef du pays, il ne fit pas grand-chose pour faire respecter la volonté du roi.
En 1235, le neveu de Snorri Sturla Sighvatsson a également prêté serment au roi de Norvège. Sturla était plus agressif que son oncle: il retourna en Islande, et commença à s'en prendre aux chefs de guerre qui refusaient d'accepter la demande du roi. Toutefois, Sturla Sighvatsson et son père ont été battus par Gissur Þorvaldsson, le chef des Haukdælir et Kolbeinn ungi Arnórsson, chef des Ásbirningar. La Bataille de Örlygsstaðir a été le plus grand conflit armé de l'histoire de l'Islande. Après cette cuisante défaite, Gissur et Kolbeinn sont devenus les chefs les plus puissants du pays.
Snorri Sturluson rentra en Islande, et Gissur Þorvaldsson, qui était un vassal du roi norvégien, reçu des instructions pour que Snorri soit tué. En 1241, Snorri fut assassiné.

### Þórður kakali soulève des problèmes

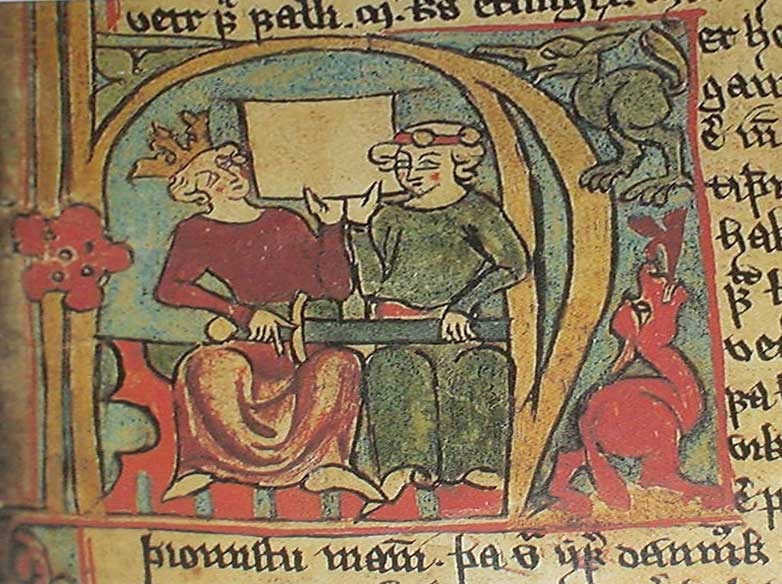
Une illustration de Hakon, roi de Norvège

Un an plus tard, Þórður kakali Sighvatsson (le surnom kakali signifie probablement "Le bègue"), fils de Sighvatur, le frère de Snorri, fait son retour en Islande. Il recherchait la vengeance, car ses frères et son père étaient tombés lors de la bataille de Örlygsstaðir. Très vite, il s'est révélé être un redoutable tacticien et chef de file. Quatre ans plus tard, le règne des Ásbirningar prit fin, après des combats acharnés avec Þórður. Les batailles de Flóabardagi (1244 - la seule bataille navale dans l'histoire de l'Islande) et de Haugsnes (1246 - la plus sanglante bataille de l'histoire islandaise, avec environ 110 morts) ont lieu pendant cette période.
Þórður kakali et Gissur Þorvaldsson, toutefois, ne se battent pas entre eux. Tous deux étaient des vassaux du roi de Norvège, et ils firent appel à lui comme médiateur de leurs différends. Le roi a tranché en faveur de Þórður et ce dernier régna seul sur l'Islande entre 1247 et 1250. Il mourra en Norvège six ans plus tard.

### Le retour de Gissur et la fin de l'État libre islandais
En 1252 le roi envoya Gissur en Islande. Les partisans de Þórður kakali, mécontents, tentèrent en vain de le tuer en mettant sa résidence de Flugumýri à Skagafjörður en feu - cet incident est connu sous le nom de Flugumýrarbrenna. En dépit de son influence et de son pouvoir, Gissur se révéla incapable de trouver les responsables de l'incendie, et il fut forcé de retourner en Norvège en 1254 le roi étant mécontent de son échec à soumettre l'Islande à la Norvège.
Des conflits mineurs continuèrent en Islande. Pendant ce temps, Gissur reçu le titre de Jarl et fut renvoyé chez lui pour négocier. Mais ce n'est que lorsque le roi envoya son émissaire spécial, Hallvarður gullskór que les Islandais se mirent d'accord sur la royauté norvégienne. L'État libre islandais prend fin avec la signature du Gamli sáttmáli (« Vieux Pacte ») en 1262-1264.